# Ворота Карши
Ворота Карши (Кавола; Каршинские ворота) (узб. Qarshi darvozasi) — утраченные крепостные ворота в Бухаре (Узбекистан), воздвигнутые в XVI веке, в эпоху правления представителей из узбекской династии Шейбанидов, в тогдашней столице Бухарского ханства. Были установлены на восточной части бухарской крепостной стены. Являлись одними из 11-ти когда либо существовавших ворот Бухары. Получили особое значение в конце XIX века, после проведения на средства Бухарского эмира узкоколейной железнодорожной ветки «Каган—Бухара» до близлежащей к воротам территории. Эти также, одни из двух ворот на которые были направлены основные силы Красной Армии, под командованием М. В. Фрунзе, при Бухарской операции. Разрушены, с прилегающей к ним городской стеной, при Советской власти 17 мая 1939 года как «тормозящие нормальное движение в городе». В настоящее время, практически, на их место установлены символические ворота.
Ворота получили своё основное название от одноимённого города — Карши, с которым Бухара имела многовековую и постоянную связь. Проходящая через них магистраль, также, вела в сторону одного из загородных летних резиденций последних Бухарских эмиров — Ширбудун. При эмире Абдулахад-хане (1885—1910) через них была проложена булыжная дорога от Новой Бухары до здания столичной почты.